# Krzyż Królewskiego Czerwonego Krzyża
Krzyż Królewskiego Czerwonego Krzyża (ang. Royal Red Cross) – brytyjskie odznaczenie wojskowe ustanowione
23 kwietnia 1883 przez królową Wiktorię. Powstał z przeznaczeniem do wynagradzania zasług wojskowej służby pielęgniarskiej, zasadniczo głównie dla kobiet, co było niezwykłe w tych czasach (mężczyzn dopuszczono do otrzymywania krzyża dopiero w 1976). Początkowo miał tylko jedną klasę, ale w 1915 dodadno kolejną, niższą:
- I klasa: dosł. Członek (Member, skr. RRC),
- II klasa: dosł. Towarzysz (Associate, skr. ARRC).

Osoby cywilne z zagranicznym obywatelstwem mogą otrzymać krzyż jako członkowie honorowi.
Obecnie znajduje się w oficjalnej brytyjskiej kolejności starszeństwa odznaczeń:
- I klasa po Krzyżu Dzielności Znamienitej i przed Krzyżem Wybitnej Służby,
- II klasa po Krzyżu Sił Powietrznych i przed Orderem Indii Brytyjskich[3].